# مقاطعة محمود راقي
مقاطعة محمود راقي (بالفارسية: ولسوالی محمود راقی) هي مقاطعة تقع في الجزء الغربي من ولاية كابيسا الأفغانية. تحدها ولاية بروان من الجنوب ومع مقاطعات أخرى من ولاية كابيسا: مقاطعة نجراب مقاطعة كوهستان السابقة في الشمال ومقاطعة تاجاب ‏ من الجنوب الشرقي. مركز المقاطعة هو مدينة محمود راقي - عاصمة الولاية. عدد السكان 56800 (2006).

## روابط خارجية
- خريطة مقاطعة AIMS